# Letterkenny
Pour les articles homonymes, voir Letterkenny (homonymie).
Letterkenny (en irlandais Leitir Ceanainn) est la plus grande ville du comté de Donegal en Irlande.

## Géographie
Letterkenny est située à près de 60 km au nord de la ville de Donegal et à près de 30 km à l’ouest de Derry-Londonderry en Irlande du Nord.
La ville comprend à peu près 20 000 habitants. Malgré sa taille, la ville n’est pas le centre administratif du Donegal, qui est à Lifford. De par sa localisation, loin du reste de la république d’Irlande et très proche de l’Irlande du Nord, l’économie de la ville est très dépendante de sa voisine Derry.
Les bâtiments principaux de la ville sont la cathédrale Saint-Eunan, le Saint-Eunan’s College, et l’hôpital Saint-Conal.

## Histoire
L'histoire de Letterkenny remonte au XVIIe siècle quand la ville était un marché lié aux plantations d'Ulster. La ville était le premier point de passage établi sur la rivière Swilly.
Letterkenny ne reçut le statut de ville qu’au début des années 1920.
Récemment, la ville est devenue une grande ville sous le plan stratégique du gouvernement irlandais qui a pour but la répartition équilibrée de la population irlandaise sur tout le pays[style à revoir].

## Culture
C'est une ville animée avec des boîtes de nuit célèbres comme « Voodoo », « The Grill » et « The Pulse ». On y trouve des pubs plus traditionnels comme « The Cottage » et « McGinley's ».
Letterkenny a accueilli le Fleadh Cheoil en 2005 et 2006.
On y trouve le club de golf de Letterkenny.

## Hydrographie
L'eau potable distribuée à Letterkenny provient de Lough Salt, lac situé au pied de Loughsalt Mountain, 12 km au nord de la ville.

## Tidy Towns
Letterkenny a une longue histoire dans la compétition nationale irlandaise des Tidy Towns, ayant débuté en 1959 et obtenu son meilleur résultat en 2015.

## Galerie

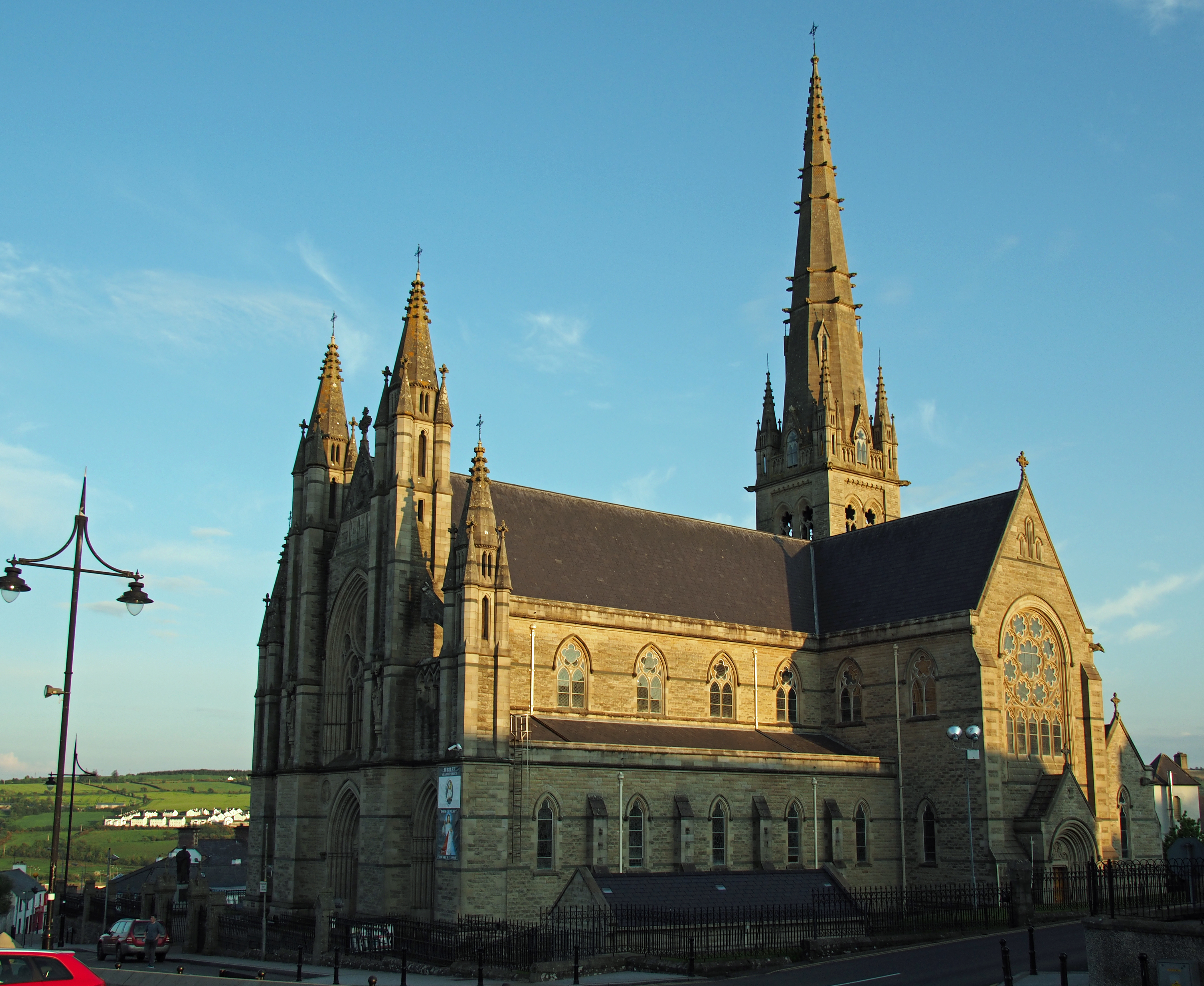
La cathédrale Saint-Adomnan.
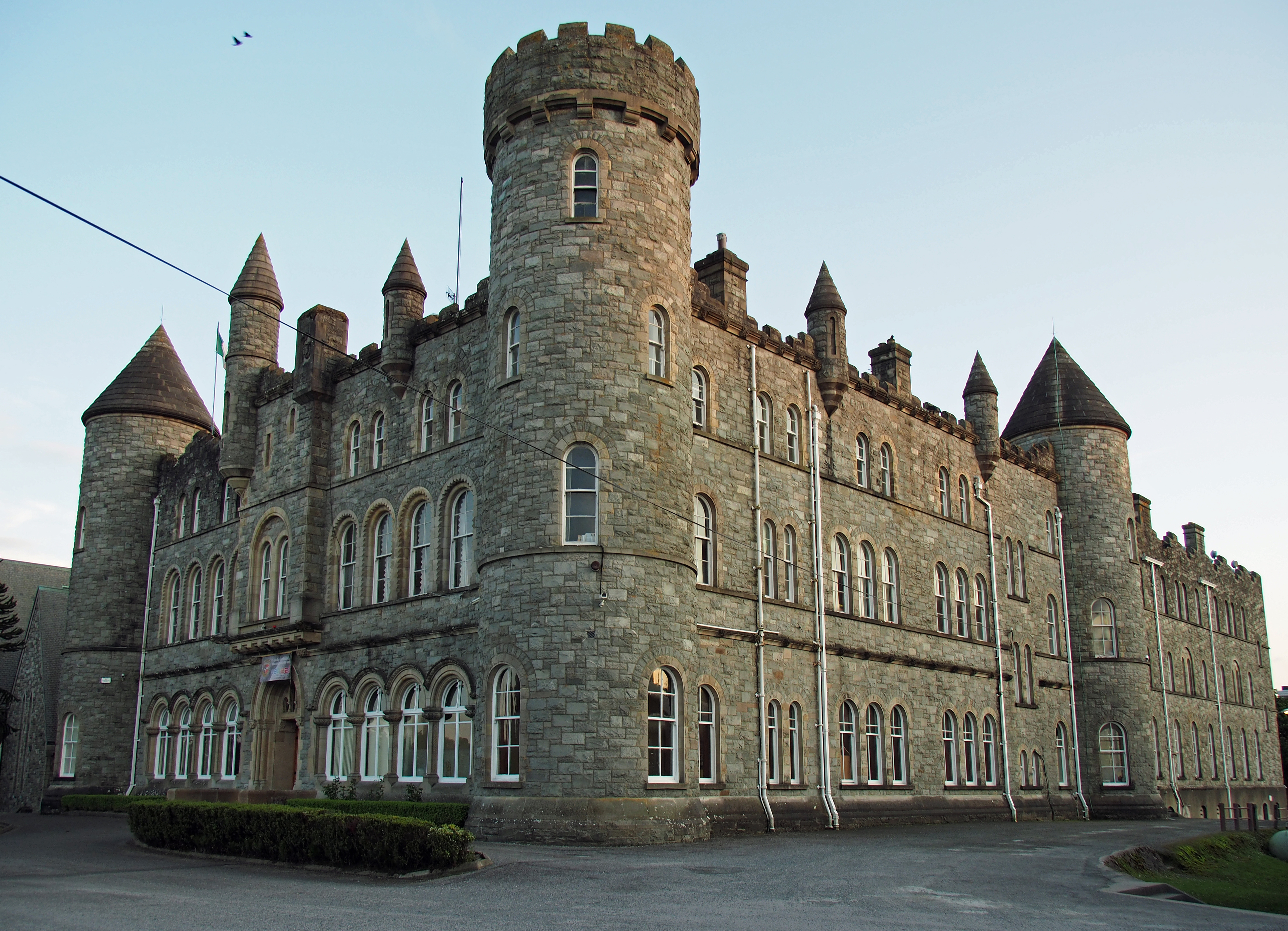
Le Saint-Eunan’s College.